# Kopersmelterij Phoenix

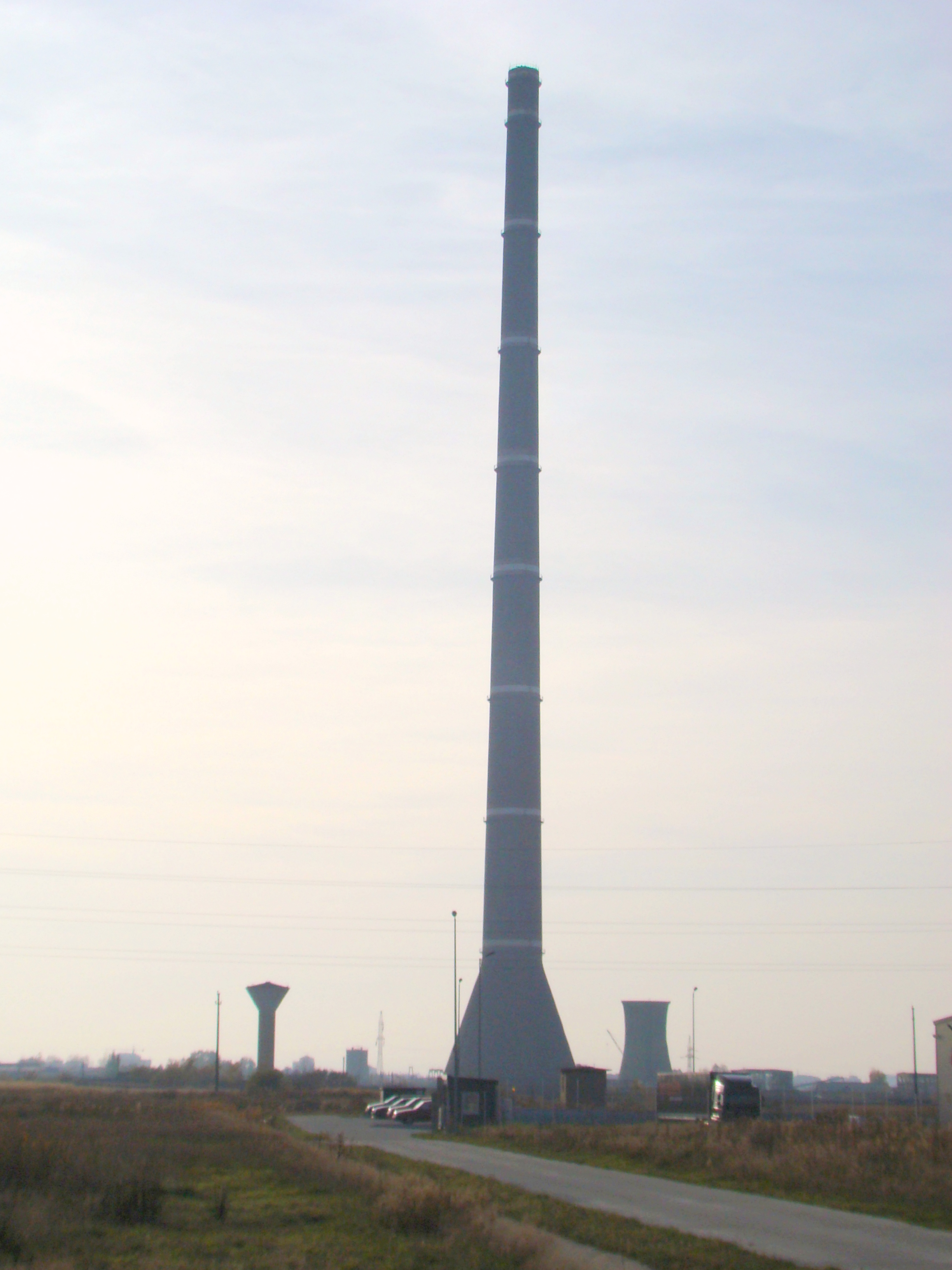
De schoorsteen van de fabriek.

Phoenix is een kopersmelterij te Baia Mare (Roemenië). De fabriek zet zwavelhoudend kopererts om in zuiver koper.
Er is ook een installatie voor zwavelzuur. De fabriek heeft een schoorsteen van 351,5 m, de hoogste in Roemenië en een van de vier hoogste in Europa. De schoorsteen is niet meer in gebruik.